# Toivo Salonen
Toivo Salonen (n. 21 mai 1933, Pälkäne, Häme Province⁠(d), Finlanda – d. 28 octombrie 2019, Muhos, Ostrobotnia de Nord, Finlanda) a fost un patinator de viteză ce a reprezentat Finlanda, medaliat olimpic. A participat la 4 ediții ale Jocurilor Olimpice (1952, 1956, 1960, 1964) în care a câștigat o medalie de bronz.